# Tumore a cellule di Leydig
Il tumore a cellule di Leydig è una neoplasia a cellule non germinali del testicolo e dell'ovaio, che può manifestarsi a qualunque età, specialmente nei giovani adulti. Il tumore a cellule di Sertoli-Leydig è una combinazione tra il tumore a cellule di Leydig e il tumore a cellule di Sertoli.

## Presentazione
La maggior parte dei tumori a cellule di Leydig si riscontra nel sesso maschile, con due picchi di incidenza nell'infanzia (tra i 5 e i 10 anni) e nell'età adulta (tra i 30 e i 60 anni). I bambini si presentano tipicamente con pubertà precoce; a causa dell'eccesso di testosterone prodotto dal tumore, un terzo dei pazienti di sesso femminile mostra segni di mascolinizzazione. Questa è preceduta da anovulazione, oligomenorrea, amenorrea e perdita dei caratteri sessuali femminili. I pazienti inoltre presentano acne, irsutismo, cambiamenti del tono della voce (che diventa più profonda), clitoromegalia, calvizie incipiente e aumento della muscolatura. Il livello sierico di testosterone è elevato.

## Diagnosi
La presenza di un tumore dell'ovaio e le alterazioni ormonali suggeriscono la diagnosi di tumore a cellule di Leydig, ma sono reperti riscontrabili anche nel follicoloma e nel tecoma. Tuttavia le variazioni dei livelli ormonali sono presenti solo nei 2/3 dei pazienti. La diagnosi definitiva è istologica e viene effettuata come esame estemporaneo o successivamente all'intervento chirurgico.
Gli esami immunoistochimici nel tumore a cellule di Leydig si basano su marker come inibina, calretinina e melan-A.

## Trattamento
Il trattamento è solitamente chirurgico ed è mirato a mantenere la fertilità, consistendo in orchiectomia monolaterale o ovariectomia monolaterale con salpingectomia. Nel caso di tumori maligni la chirurgia è radicale ed è seguita da chemioterapia adiuvante e, talvolta, da radioterapia.
In ogni caso il follow-up deve essere molto stretto e, per il fatto che molti tumori non producono marker, si basa sull'esame fisico e l'imaging.
La prognosi è generalmente buona e il tumore è generalmente benigno, mentre è maligno nel 10% dei casi. Nei casi di tumore maligni con citologia indifferenziata, la prognosi è scarsa.

## Galleria d'immagini

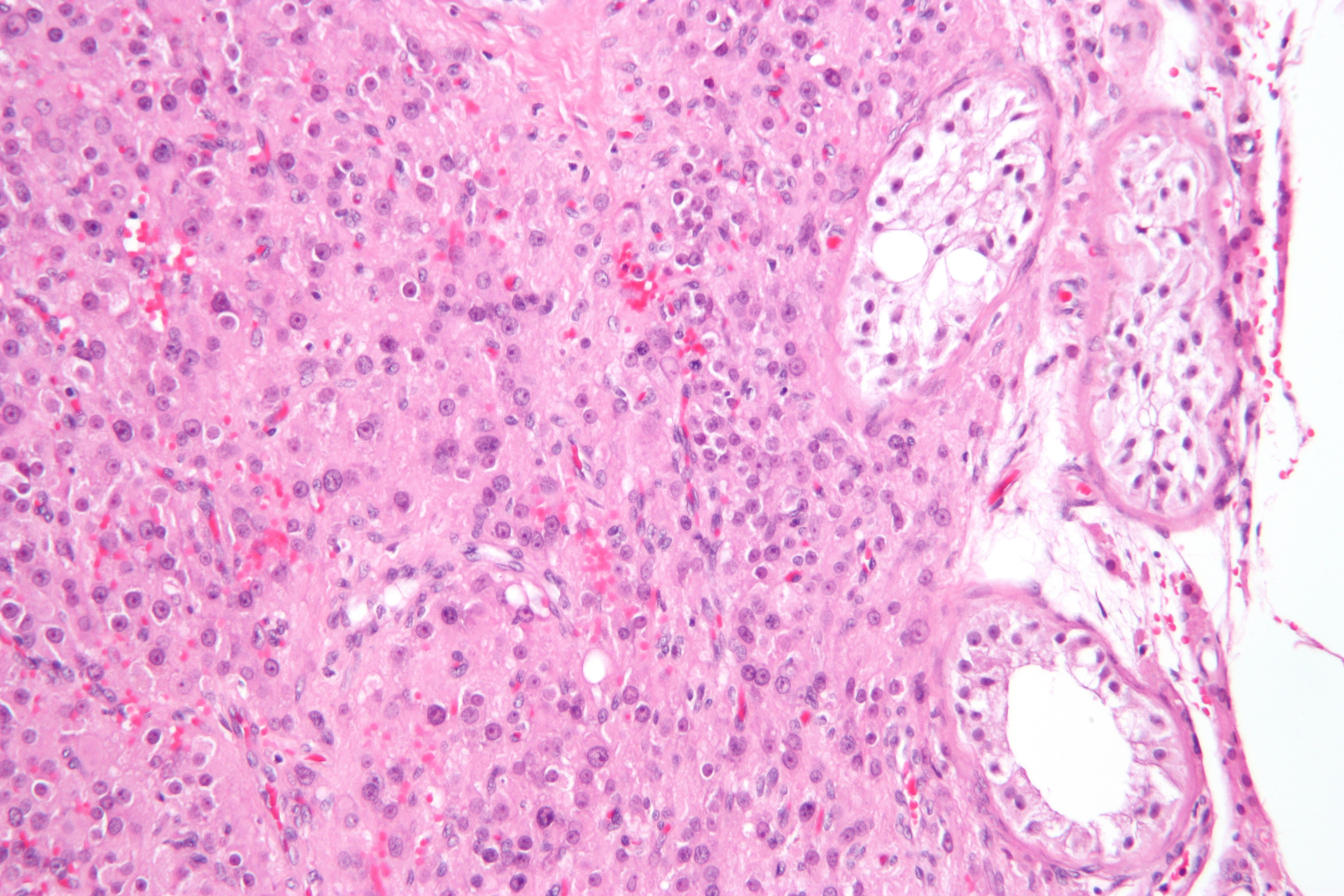
Tumore a cellule di Leydig visibile con microscopia ottica
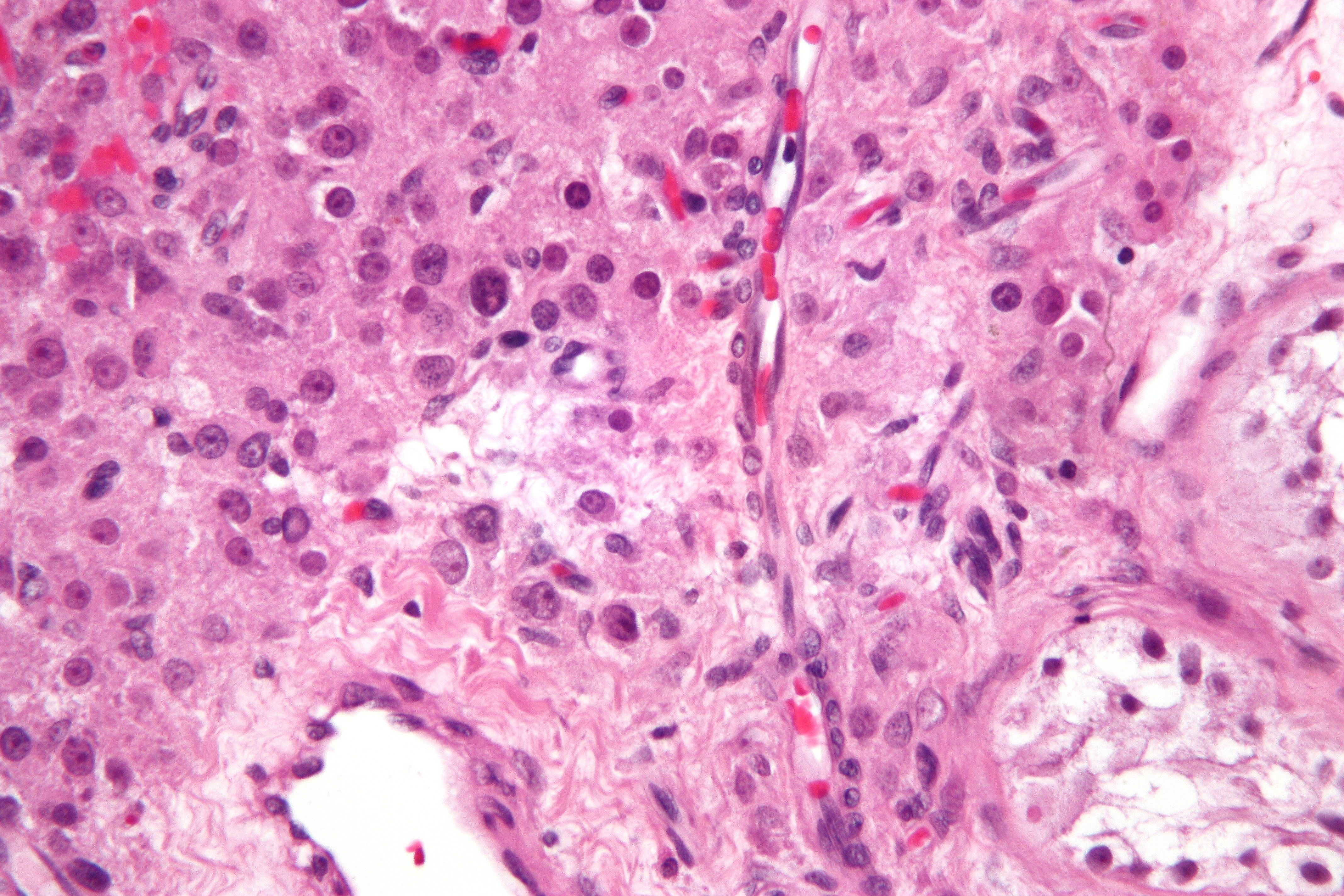
Tumore a cellule di Leydig visibile con microscopia ottica